# Séverine Chevalier
Pour les articles homonymes, voir Chevalier.
Séverine Chevalier, née à Lyon en 1973 est une romancière française.

## Biographie
Après des études à Sciences Po et un DESS de droit public, Séverine Chevalier devient juriste, notamment à Marseille. Elle réside désormais en Auvergne, où elle se consacre à l'écriture.
Elle obtient en 2016 le prix Calibre 47 pour son roman Clouer l'Ouest. En 2022, son roman Jeannette et le crocodile fait partie de la sélection du prix Françoise-Sagan.

## Œuvres
- Recluses, éditions Écorce, 2011.
  - réédition La Table ronde, coll. « La petite vermillon », 2018.
- Clouer l'Ouest, éditions Écorce, 2014.
  - réédition La Manufacture de livres, 2015[6].
- Les Mauvaises, La Manufacture de livres, 2018[7].
- Jeannette et le Crocodile, La Manufacture de livres, 2022[8].
- Chronique judiciaire, éditions Dynastes, 2023.
- Une campagne, Ours éditions, 2024.
- Théorie de la disparition, La manufacture de livres, 2025